# Cultura do Togo

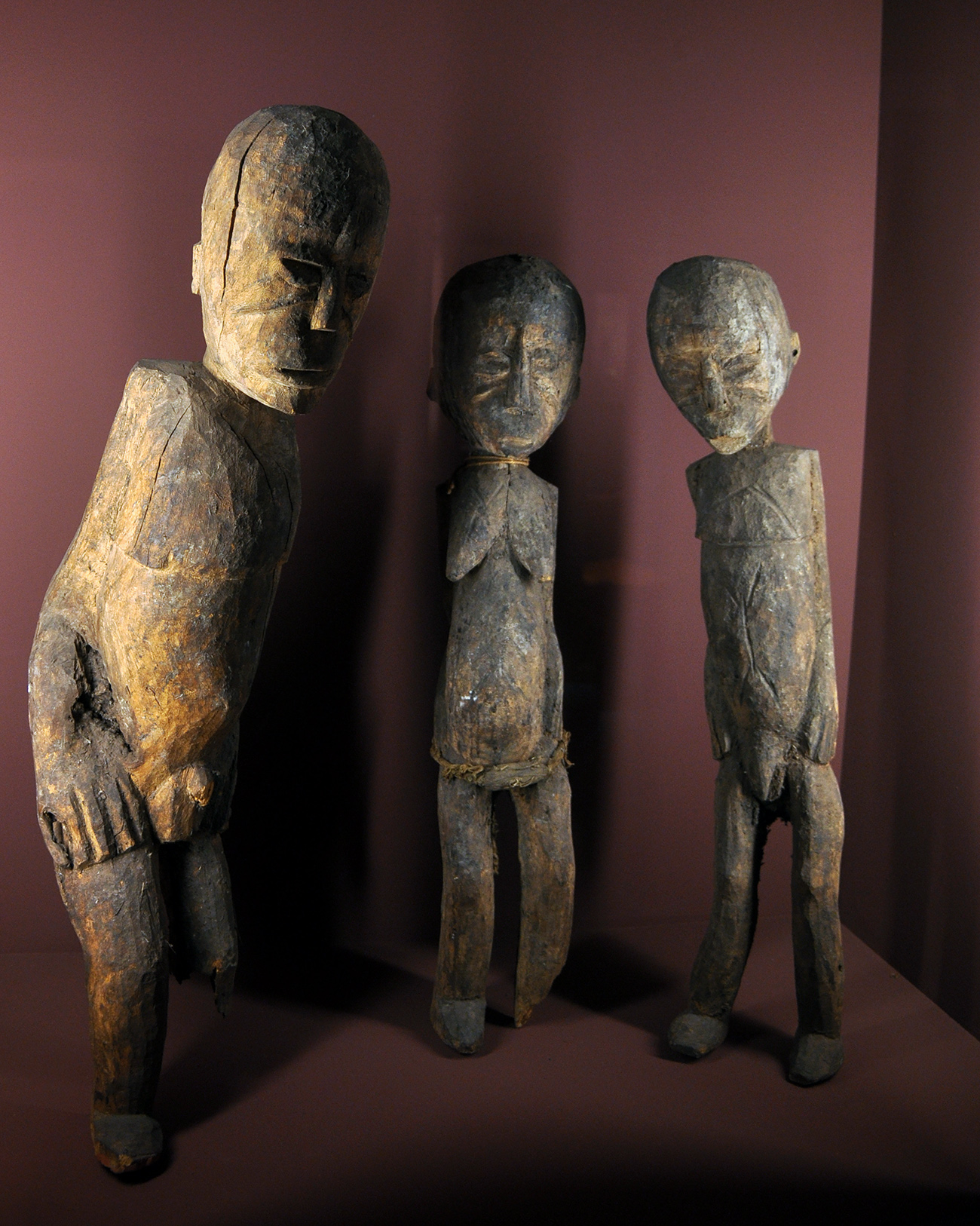
Três estatuetas do Togo, ca. 1910

A cultura do Togo reflete as influências de seus 37 grupos étnicos tribais, dos quais os maiores e mais influentes são os jejes, mina e cabié. O francês é a língua oficial do Togo, mas muitas línguas nativas africanas também são faladas lá. Apesar da influência da religião ocidental, mais da metade da população do Togo segue práticas e crenças animistas nativas. [carece de fontes?]
A estátua dos jejes é caracterizada por suas famosas estatuetas que ilustram a adoração dos gêmeos, os ibéji. Esculturas e troféus de caça eram usados em vez das máscaras africanas mais comuns. Os escultores de madeira de cloto são famosos por suas "correntes de casamento": dois personagens são conectados por anéis desenhados em apenas um pedaço de madeira. [carece de fontes?]
Os tecidos tingidos batik do centro artesanal de clotos representam cenas estilizadas e coloridas da vida cotidiana antiga. As tangas usadas nas cerimônias dos tisserands de Assahoun são famosas. As obras do pintor Sokey Edorh são inspiradas nas imensas extensões áridas, varridas pelo harmattan, e onde a laterita guarda as marcas dos homens e dos animais. O técnico em plásticos Paul Ahyi é hoje reconhecido internacionalmente. Ele pratica a "zota", uma espécie de pirogravura, e suas realizações monumentais decoram Lomé. 

## Festival
Os togoleses celebram os festivais tradicionais de acordo com seus grupos étnicos diferente.
Agbogbo Zã é celebrado em Notsè pela etnia jeje em memória das muralhas e da história de Agbogbo.  Dunenyo Zā é um festival tradicional do povo jeje no sul do Togo. Em agosto de cada ano eles celebram sua cultura, tradição e ainda agradecem a Deus por sua paz.
Ovazu também é um festival tradicional em Posso e Akebu.  Ayizan é a celebração tradicional de Tsevie. 

## Música
O povo togolês ainda toca música tradicional em todo o país. Os povos Moba, Posso e Jeje ensinam os ritmos tradicionais aos seus filhos como herança.
- Agbadza (povo jeje)
- Gazo (povo jeje)
- Akpese (povo jeje)
- Kamou (povo cabiés)

## Dança
Cada grupo étnico tem danças tradicionais, com danças específicas para diferentes ocasiões. Temos danças fúnebres, contação de histórias, louvor e adoração. Alguns grupos étnicos estão escolhendo a dança do casamento. Existem várias danças nas 5 regiões do Togo.